# Rötz
Rötz – miasto w Niemczech, w kraju związkowym Bawaria, w rejencji Górny Palatynat, w regionie Ratyzbona, w powiecie Cham. Leży około 18 km na północny zachód od Cham, przy drodze B22.

## Dzielnice
W skład miasta wchodzą następujące dzielnice: Steegen, Pillmersried, Voitsried, Kleinenzenried, Bernried, Hillstett, Marketsried, Schatzendorf, Grassersdorf, Heinrichskirchen, Diepoltsried, Güttenberg, Berndorf, Fahnersdorf, Thanmühle, Bauhof, Gmünd, Grub, Katzelsried, Wenzenried, Hetzmannsdorf, Meigelsried, Trobelsdorf, Hermannsbrunn, Saxmühle, Gänsschnabl, Schellhof, Beinhof.

## Współpraca
Miejscowości partnerskie:
- Altenmarkt an der Triesting, Austria
- Retz, Austria